# Lutje Loug
Lutje Loug, vroeger Oostwolderzijl of Oude Zijl genoemd, is een voormalige buurtschap in de gemeente Oldambt in de Nederlandse provincie Groningen. Het gehucht bestaat uit een aantal grote boerderijen en enkele woningen in de Oostwolderpolder, ten noorden van Oostwold en ten zuidoosten van Woldendorp.
De naam Lutje Loug is recent; hij zou rond 1900 zijn ontstaan, maar duikt voor het eerst in 1947 in kranten op en raakte al snel weer in onbruik. Hij wordt gevormd uit de Groningse termen Lutje (klein) en Loug (dorp). Lutje Loug is ook een bijnaam voor het dorp Rottum en was de naam van een kleuterschool te Siddeburen.

## Geschiedenis
Na de inpoldering van de Oostwolderpolder (1769) werd in het riviertje de Oude Geut een zijl aangelegd, waarbij een sluiswachterswoning of zijlhuis. De sluis heette aanvankelijk Oostwolderpolderzijl of Oostwolderzijl, ter onderscheiding van de Oude Zwaagzijl uit 1701. Na de aanleg van de Finsterwolderpolderzijl met het Nieuwe Zijlhuis sprak men ook wel kortweg over Oude Zijl.
Na de aanleg van de Finsterwolderpolder (1819) werd rond 1850 een aantal woningen  langs de Polderweg gebouwd. Lutje Loug, zoals het gehucht later in de volksmond werd genoemd, ontwikkelde zich tot een levendige dorpsgemeenschap met onder meer een café, een kruidenier, een smederij en een korenmolen uit 1864 (gesloopt in 1930). Verder verrees hier in 1813 een poldermolen en in 1845 een stoomgemaal. Beide voldeden echter niet. Het gemaal werd afgebroken in 1862, waarna de molen werd verplaatst. In 1883 werd een nieuw stoomgemaal gebouwd, dat in 1933 werd vervangen door een dieselgemaal en in 1967 door het huidige elektrische gemaal Oude Zijl.
Ook had het gehucht van 1865 tot 1963 een eigen school: de Oostwolderpolderschool. Deze was aanvankelijk gesticht door de Hervormde Kerk, maar werd in 1880 overgenomen door de gemeenten Midwolda en Finsterwolde. Het schoolgebouw had aanvankelijk een dakruiter met schoolbel, die in later jaren niet meer aanwezig was. Begin twintigste eeuw werd het hoogtepunt bereikt met 50 à 60 leerlingen, verdeeld over twee klassen. Daarna nam het leerlingental gestaag af en begin jaren zestig verloor de school het bestaansrecht. Ook in 1813 bestond er al zo'n schooltje, dat na 1823 niet meer wordt genoemd.
Tussen 1919 en 1948 beschikte Lutje Loug over de stoomtramhalte 'Oude Zijl' aan de tramlijn Winschoten - Delfzijl van OG. Bij de openingsrit op 9 juli 1919 hieven de leerlingen van het schooltje een door de onderwijzer gemaakt feestlied aan. De bijnaam voor deze tram was Ol’ Graitje (Ouwe Grietje), vanwege het sukkelende tempo. Er was een wisselplaats en er liep een zijspoor naar de kolenopslag van het stoomgemaal. In de jaren dertig werden de reizigerstrams door bussen vervangen (goederentrams bleven rijden), maar in de Tweede Wereldoorlog keerden ze tijdelijk terug. De naoorlogse GADO-buslijn Woldendorp - Winschoten kwam vier à vijf keer per dag door Lutje Loug en werd in 1976 opgeheven bij gebrek aan passagiers.   
Met het verdwijnen van voorzieningen verdween Lutje Loug in de loop van de twintigste eeuw in de anonimiteit. Naar aanleiding van de 250ste verjaardag van de Oostwolderpolder werd de buurtschap in juni 2019 opnieuw op de kaart gezet. Lutje Loug kreeg een eigen plaatsnaambord. Daarnaast werd aan het begin van de Polderweg een historisch informatiepaneel geplaatst. Beide werden onthuld door wethouder Erich Wünker. Tijdens de festiviteiten werd ook het Lutjelougster volkslied gezongen. Het plaatsnaambord verdween al na enkele jaren. In officiële  stukken komt de naam niet voor.